# Vanduzea mayana
Vanduzea mayana är en insektsart som beskrevs av William D. Funkhouser. Vanduzea mayana ingår i släktet Vanduzea och familjen hornstritar. Inga underarter finns listade i Catalogue of Life.